# Джордж Хигинс
Джордж Винсънт Хигинс (на английски: George V. Higgins) е американски адвокат, журналист и писател, автор на бестселъри в жанровете трилър и криминален роман.

## Биография и творчество
Роден е на 13 ноември 1939 г. в Броктън, Масачузетс, САЩ, в ирландско-американско семейство. Израства в близкия Рокланд. Завършва с бакалавърска степен Бостънския колеж през 1961 г. Заради язва не е приет в армията и работи известно време за „Асошиейтед прес“. Получава през 1965 г. магистърска степен по английска филология от Станфордския университет и диплома по право от Бостънския колеж през 1967 г. След дипломирането си работи 7 години като помощник на главния прокурор на Прокуратурата на Масачузетс в борбата с организираната престъпност. Започва да пише статии за „Асошиейтед Прес“, „Бостън Глоуб“ и „Уол Стрийт Джърнъл“ и да пише първият си роман. През 1973 г. започва частна практика като адвокат в продължение на 10 години. Бил е и преподавател в Бостънския колеж и Бостънския университет.
През 1972 г. е публикуван първият му гангстерски роман „The Friends of Eddie Coyle“ (Приятелите на Еди Койл). Романът за ирландския подземен свят в Бостън става международен бестселър и го прави известен. През 1973 г. е екранизиран в едноименния филм с участието на Робърт Мичъм, Питър Бойл и Ричард Джордан.
Романът му „Убивай ги нежно“ от 1974 г. е екранизиран в едноименния филм с участието на Брад Пит, Рей Лиота и Ричард Дженкинс.
През 1965 г. се жени за Елизабет Мулкерин, с която имат син и дъщеря. Развеждат се през 1979 г. и той се жени за Лорета Кубърли.
Джордж Хигинс умира от инфаркт на 6 ноември 1999 г. в Милтън.

## Произведения

### Самостоятелни романи
- The Friends of Eddie Coyle (1972)
- The Digger's Game (1973)
- Cogan's Trade (1974)
Убивай ги нежно, изд.: „Интенс“, София (2012), прев. Тодор Стоянов
- A City on a Hill (1975)
- The Judgement of Deke Hunter (1976)
- Dreamland (1977)
- A Year or So with Edgar (1979)
- The Rat on Fire (1981)
- The Patriot Game (1982)
- A Choice of Enemies (1983)
- Imposters (1986)
- Outlaws (1987)
- The Sins of the Fathers (1988)
- Trust (1989)
- Victories (1990)
- The Mandeville Talent (1991)
- Bomber's Law (1993)
- Swan Boats at Four (1995)
- A Change of Gravity (1997)
- The Agent (1998)
- At End of Day (2000)

### Серия „Джери Кенеди“ (Jerry Kennedy)
1. Kennedy for the Defense (1980)
2. Penance for Jerry Kennedy (1985)
3. Defending Billy Ryan (1992)
4. Sandra Nichols Found Dead (1996)

### Сборници
- The Easiest Thing in the World (2004)

### Документалистика
- The Friends of Richard Nixon (1975)
- Style Versus Substance (1984)
- Wonderful Years, Wonderful Years (1988)
- Progress of the Seasons (1989)
- On Writing (1990)

### Екранизации
- 1973 The Friends of Eddie Coyle
- 2012 Убивай ги нежно, Killing Them Softly – по романа „Cogan's Trade“